# Maisons canoniales (Châlons-en-Champagne)
Les maisons canoniales sont un ensemble de bâtiments  située à Châlons-en-Champagne, en France.

## Localisation
L'entrée se fait par la place Notre -Dame.

## Histoire
Au Moyen Âge, les chanoines résidaient en un quartier qui avait sa propre entrée vers le cloître de la collégiale Notre-Dame-en-Vaux de Châlons-en-Champagne.

## Actuellement
C'est une maison cultuelle de la paroisse.

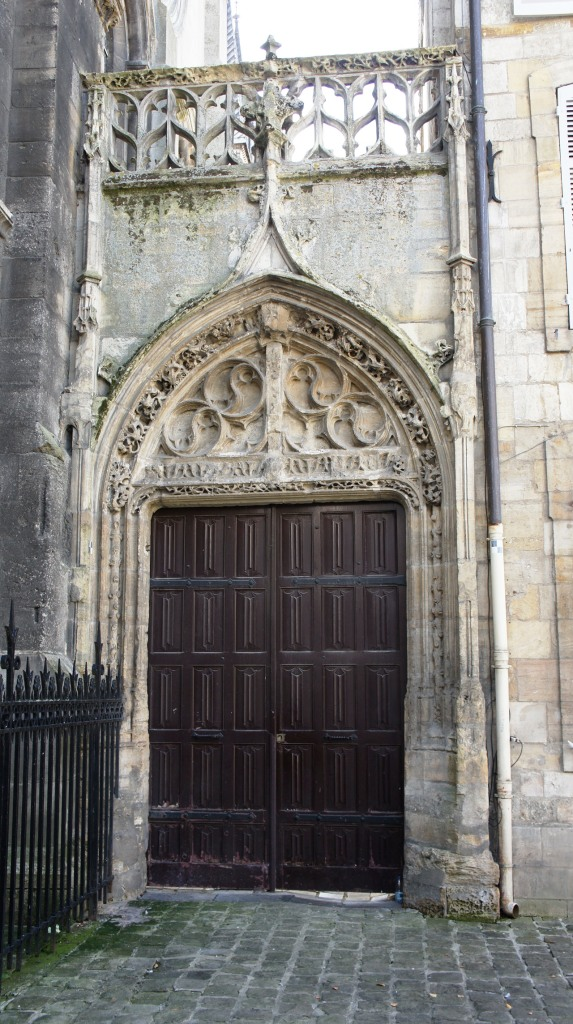
La porte donnant sur le cloitre,
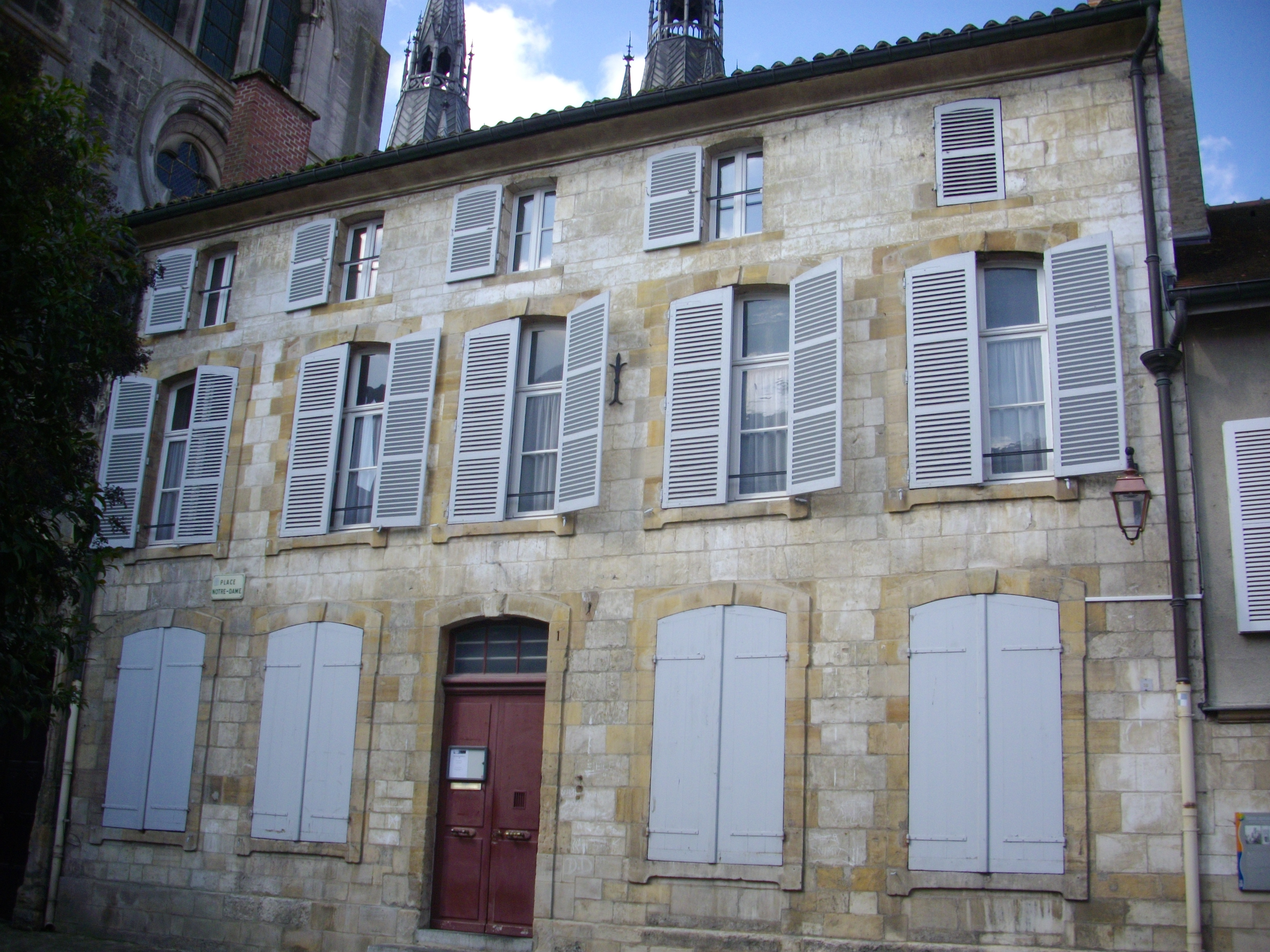
la maison sur le côté,
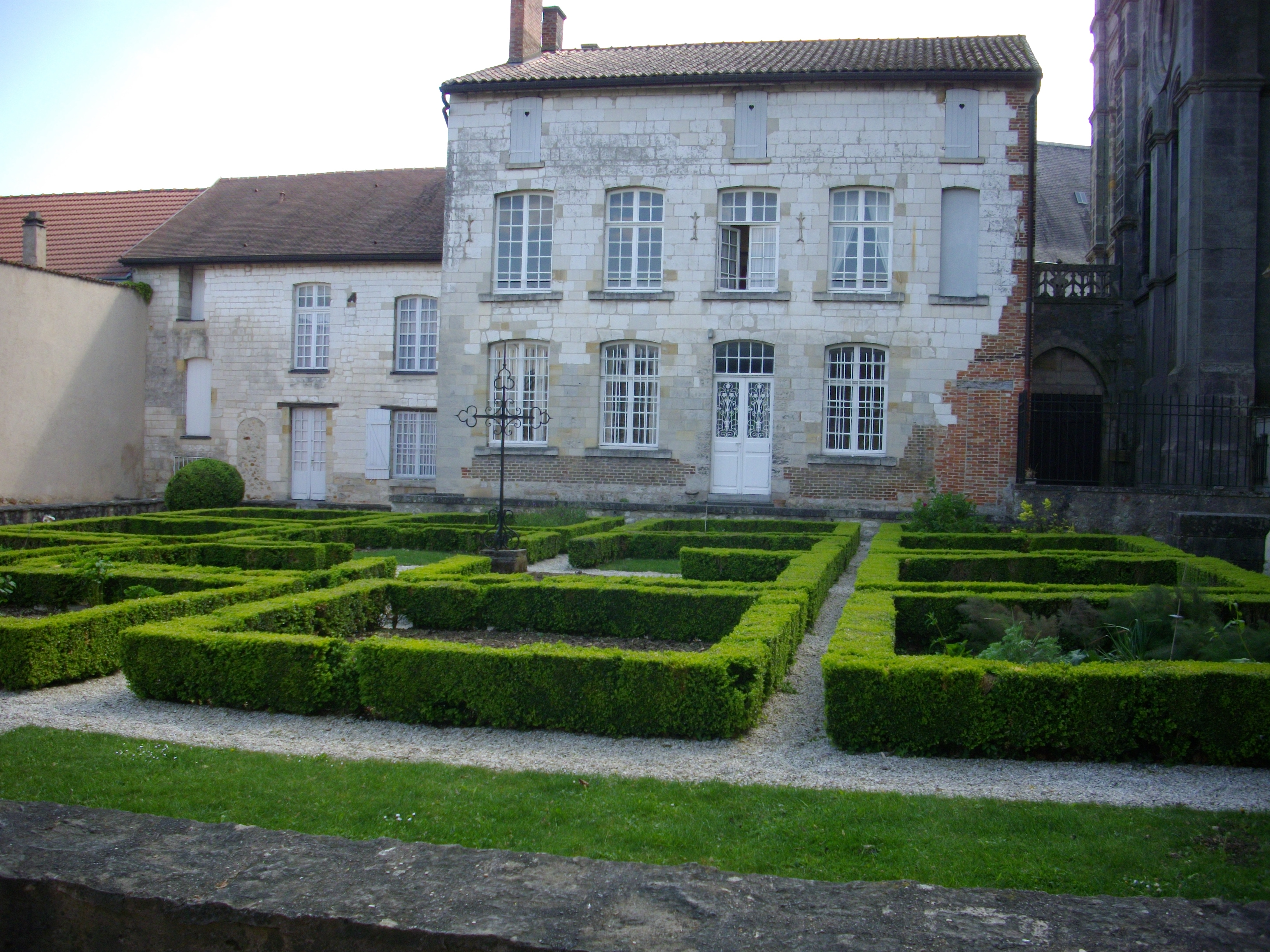
vues depuis le cloitre.

## Sources
- Monographie de M. Loir et J. Chaumont

- Louis Barbat, Histoire de la ville de Châlons-sur-Marne et de ses monuments depuis son origine jusqu'à l'époque actuelle (1854) en deux volumes dont 1 de planches, Châlons-sur-Marne : T. Martin , 1855-1860.